# Procesare de text

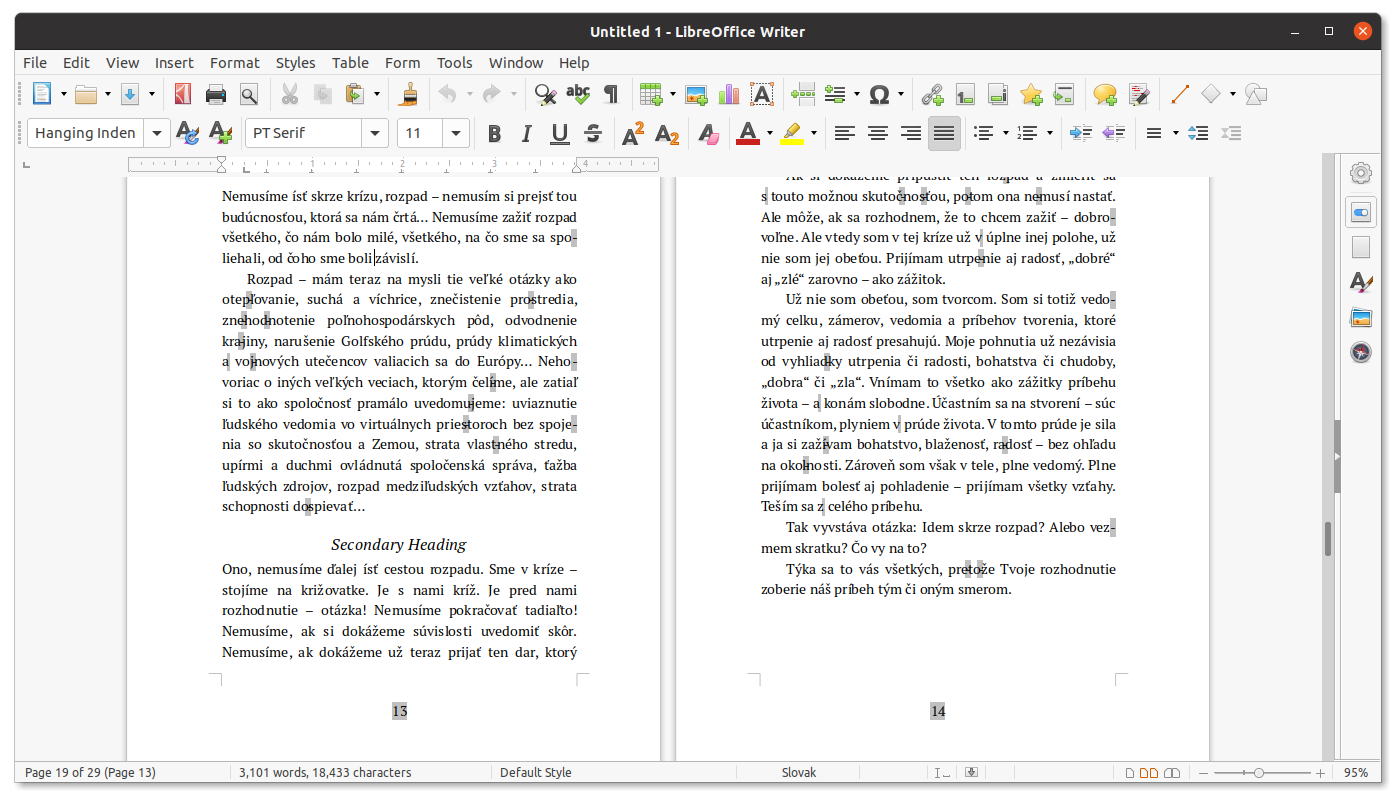
LibreOffice Writer rulând pe Ubuntu

O procesare de text, sau un sistem de pregătire textuală a documentelor, este o aplicație software folosită pentru producerea (înțelegând prin aceasta: compoziție, editare, așezare în pagină sau formatare, eventual și tipărire) de orice tip de material destinat tipăririi.
Procesoarele de text descind din primele unelte de formatare (de așezare în pagină) a textului, unelte numite uneori și unelte de aliniat text, de la singura lor funcție pe care o puteau îndeplini. Procesarea textului a fost una din primele utilizări a calculatoarelor în productivitatea de birou.